# Route Shahrekord – Masjed Soleiman

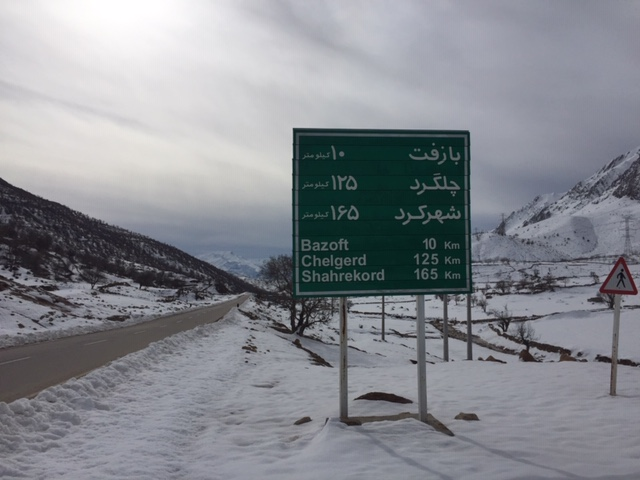
Panneau de signalisation de la route Shahrekord-Masjed Soleyman

La route Sharekord - Masjed Soleyman est l'une des routes secondaires reliant les provinces de Tchaharmahal-et-Bakhtiari et du Khuzestan en Iran. Elle traverse les monts Zagros, en franchissant des cols à respectivement 2 805 mètres d’altitude au col de Cherry dans la préfecture de Kuhrang et 2 220 mètres d’altitude au col de Taraz dans la préfecture d'Andika dans la province du Khuzestan.

## Description
D'une longueur de 350 km, la route emprunte la route 51 de Shahrekord jusqu'à Kharaji, à environ 7 km de Shalamzar, puis la route Ardal - Juneghan jusqu'à 4de Juneghan. Une route alternative emprunte la route 514 de Shahrekord jusqu'à environ 6 km de Farsan, avant d'emprunter la route de Junaghan, de traverser les villes de Cholicheh et Juneghan, puis de récuperer la route d'Ardal à 4 km à la sortie de Juneghan.
La route traverse ensuite les villes de Kaj, Dashtak, Samsami, avant de passer le col de Cherry et de rejoindre la vallée de Bazoft. Elle suit en grande partie la rivière Bazoft entre les massifs du Zard Kuh et de Māfarn, avant de franchir le col de Taraz et d'entrer dans la province du Khuzestan.
Elle traverse le district de Chelo dans la préfecture d'Andika via la plaine de Chelo puis l'aire protégée de Shimbar (ou Shirin Bahar) (persan : دشت شیمبار) et le tunnel de Dela, pour enfin franchir le Barrage de Masjed Soleyman et arriver à Masjed Soleyman.

## Environnement
La route Shahrekord-Masjed Soleyman traverse de nombreux massifs des monts Zagros dans les provinces du Tchaharmahal-et-Bakhtiari et du Khuzestan, notamment les massifs de Zard Kuh, Māfarn et de Taraz, rendant parfois la route impraticable en hiver en raison des fortes chutes de neige.

## Intérêt économique
La route a un intérêt économique important pour des milliers de nomades bakhtiaris empruntant cette route à pied lors de leur transhumance bi-annuelle.

## Tourisme
La route traversant des régions sauvages et peu habitées, elle est empruntée pour la beauté de ses paysages. Elle donne un accès facile aux alpinistes et cyclistes à la haute montagne. Parmi les lieux naturels et culturels traversés par la route Shahrekord-Masjed Soleyman, on compte notamment :
- La maison historique de Sardar Assad à Juneghan
- Le canyon de Darkesh Varkesh (persan : تنگ درکش و ورکش)
- Les cols de Cherry (persan : گردنه چری) et de Taraz (persan : گردنه تاراز) à près de 3 000 m d'altitude
- Le massif de Zard Kuh
- Les steppes boisées des monts Zagros
- La rivière Bazoft
- L'aire protégée de Shimbar
- Le Barrage de Masjed Soleyman

## Galerie

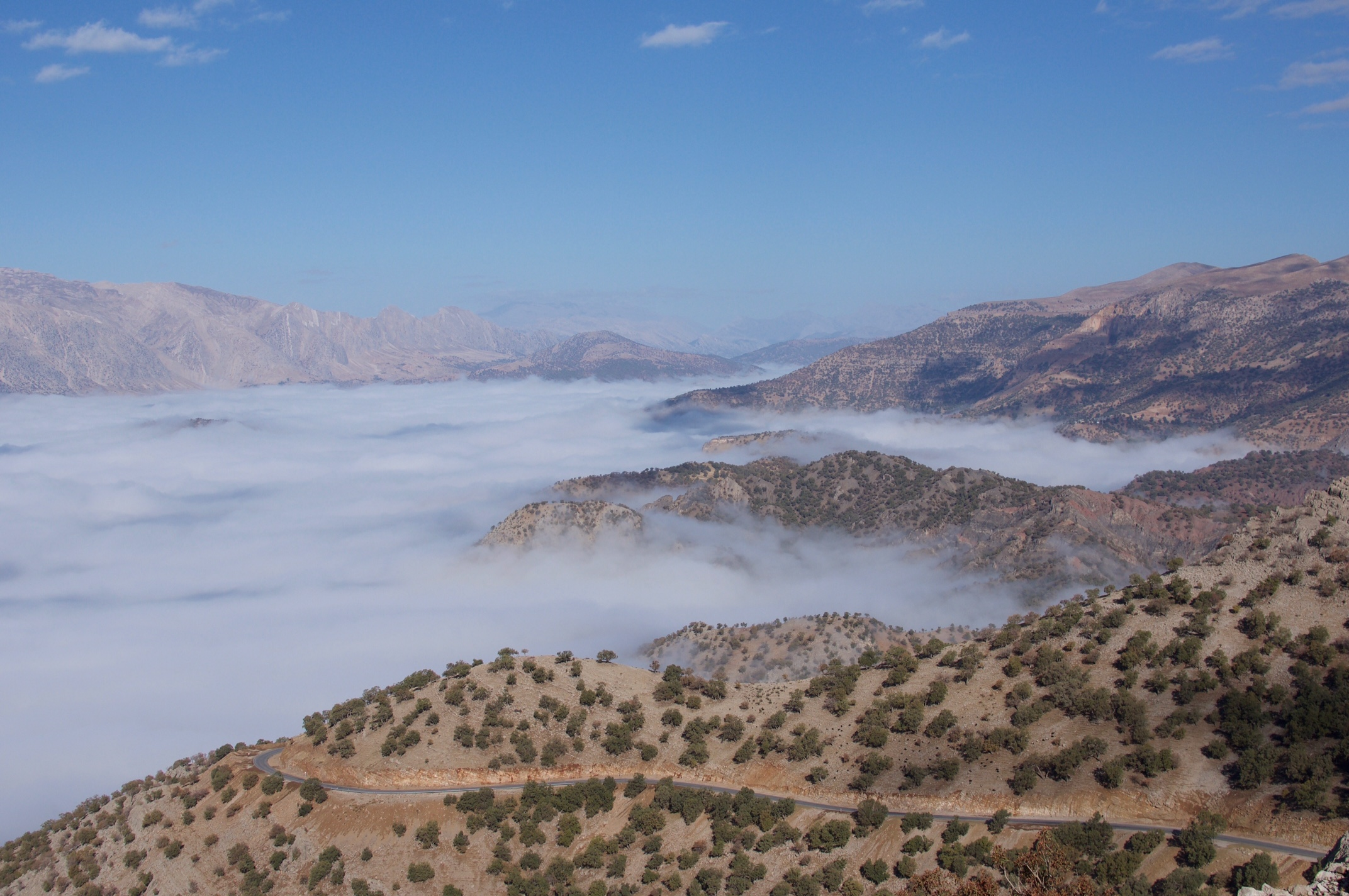
Vallée de Bazoft vue depuis le col de Cherry.
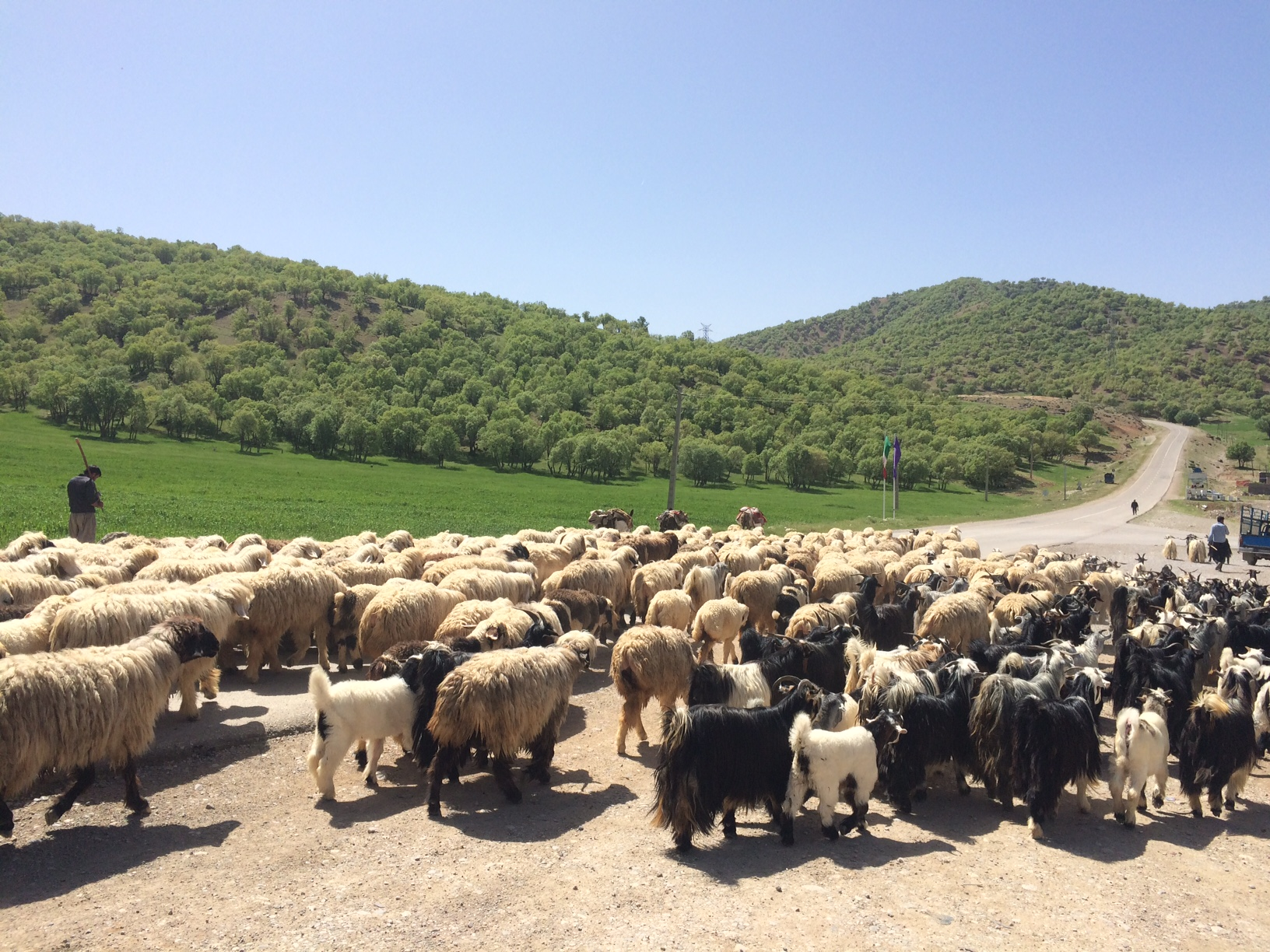
Nomades bakhtiaris transhumant leur bétail au printemps.
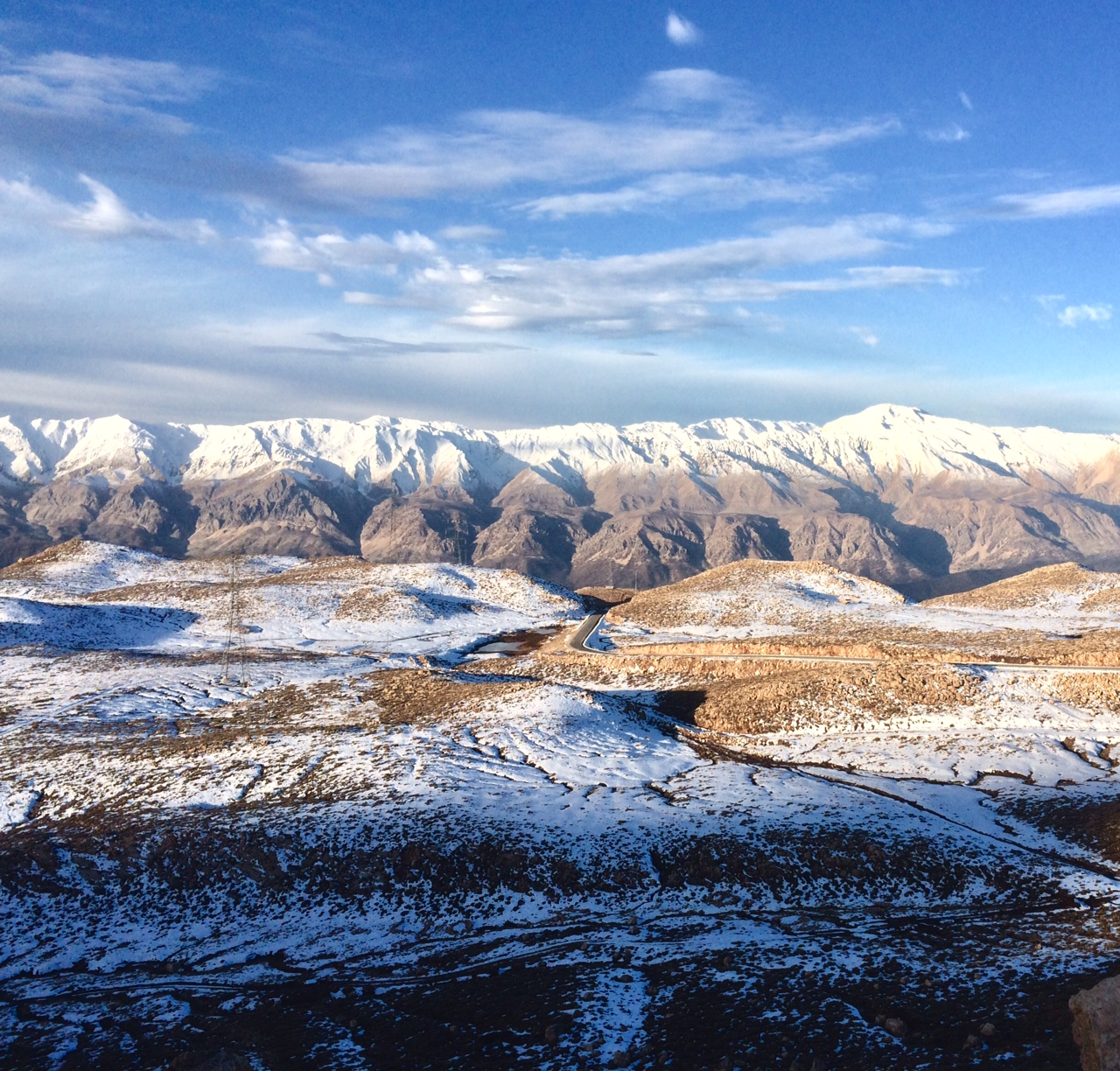
Vue du massif Zard Kuh depuis la route.
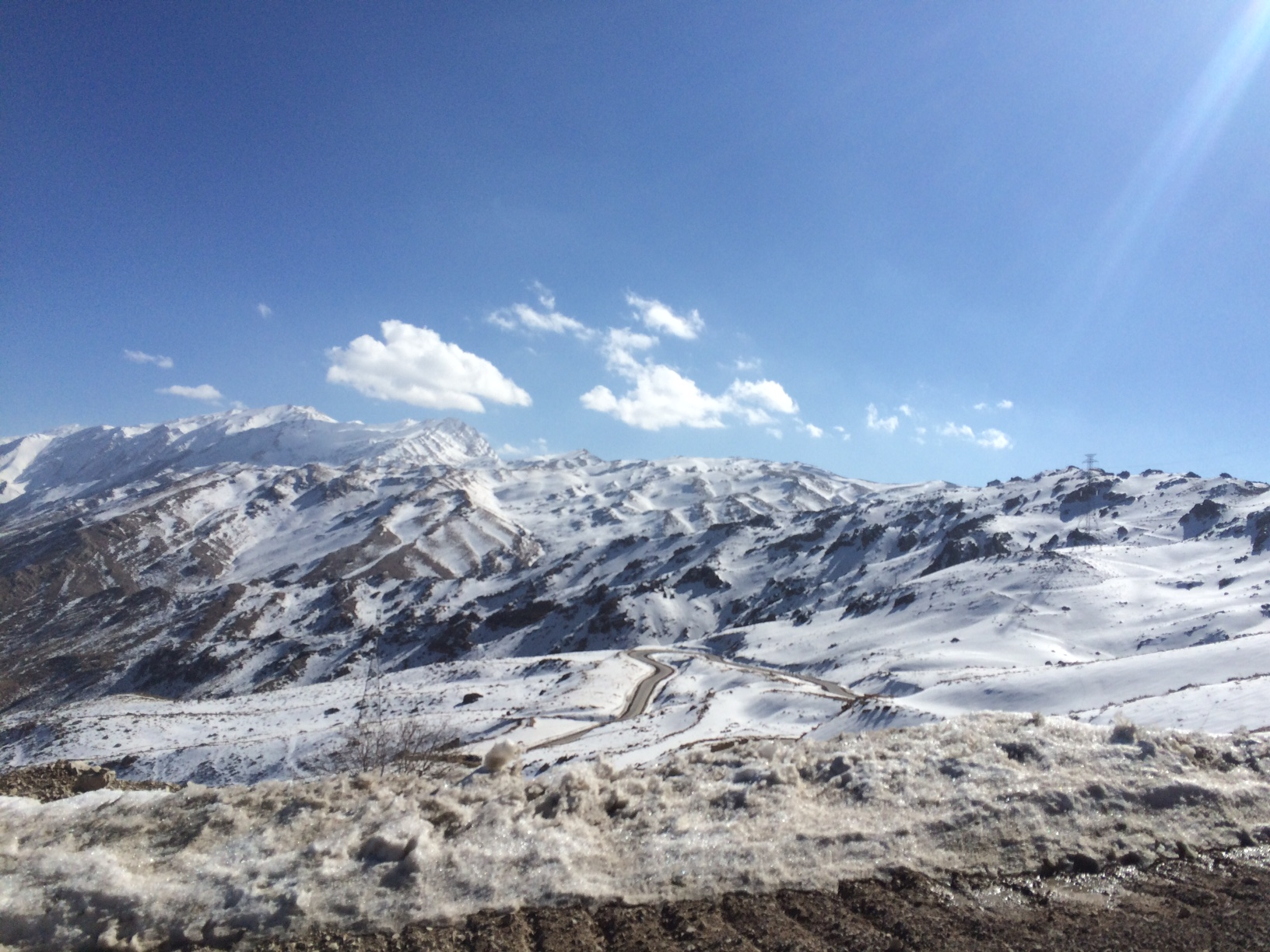
Vue de Samsami depuis le col de Cherry.
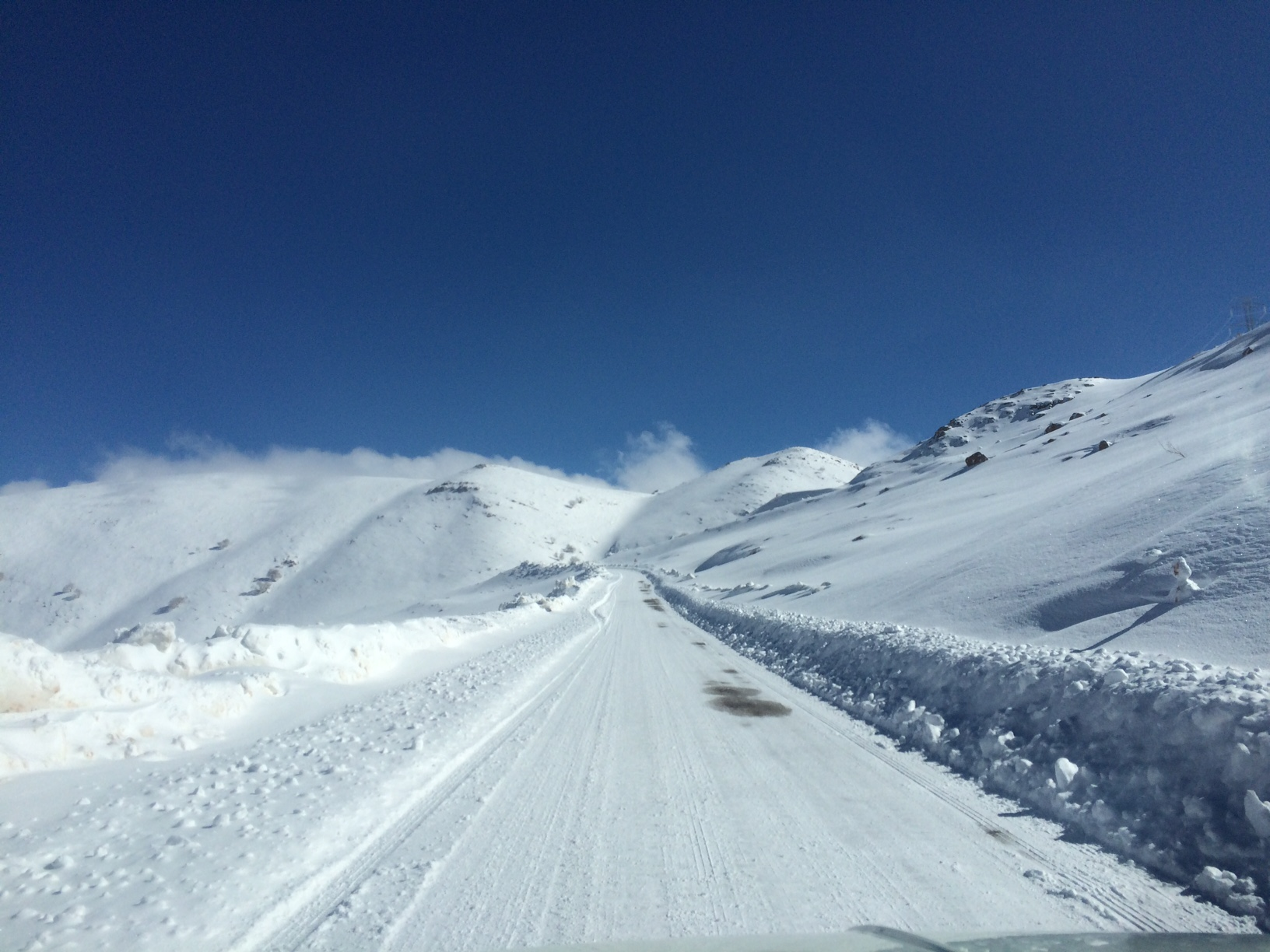
Col de Cherry sous la neige.